# The Simulacra
The Simulacra (Simulacrele) este un roman science-fiction din 1964 al scriitorului american Philip K. Dick. Romanul prezintă o viitoare societate totalitară aparent dominată de un matriarh, Nicole Thibodeaux. Se învârte în jurul temelor realității și al credințelor iluzioniste, la fel ca multe dintre lucrările lui Dick. În plus, aceasta abordează ideologia nazistă. Romanele The Simulacra și The Three Stigmata Of Palmer Eldritch au fost scrise sub influența amfetaminelor sau a drogurilor halucinogene. Romanul prezintă o Americă a zilelor de mâine, puternic germanizată.

## Publicare
Dick a publicat inițial povestea ca o nuvelă în revista Fantastic, intitulată „The Novelty Act”. El a extins-o și a intitulat noul roman ca Prima Doamnă a Pământului - First Lady of Earth. Înainte de publicare, titlul a fost schimbat în The Simulacra. Romanul a fost publicat inițial în 1964 sub forma unei broșuri de către Ace Books. The Simulacra a fost unul dintre cele patru romane lansate de Dick în acel an.

## Context
Situată la mijlocul secolului al XXI-lea, după al Treilea Război Mondial, The Simulacra este povestea mai multor protagoniști din Statele Unite ale Europei și ale Americii (în engleză United States of Europe and America - USEA), țară formată prin fuziunea Germaniei (de Vest) și a Statelor Unite, în care întregul guvern este o păcăleală, iar președintele (der Alte, „Bătrânul”) este un simulacru (android). Alte superputeri globale sunt Imperiul Francez, Republica Populară Chineză și Africa Liberă (Neagră). În al treilea război mondial se pare că au fost folosite arme nucleare tactice. Polonia a devenit punctul central al autorității comuniste, cu centrul său administrativ la Varșovia. 
Societatea este stratificată în clasele „Ges” (germană Geheimnisträger, „purtătorii secretului” (elita)) și „Bes” (german Befehlsträger, „care se ocupă de instruire” (profesioniști și artizanali)). Puterea politică și mass-media sunt puternic consolidate. Partidele democratice și republicane s-au contopit pentru a deveni „Partidul Democrat-Republican” - 'Democrat-Republican Party', iar rețelele mass-media s-au reunit în „Rețeaua Triadică Unită” -  'United Triadic Network'. 
Puterea politică actuală este în mâinile unei Prime Doamne permanente, Nicole Thibodeaux, ai cărui consorți sunt o serie de președinți de sex masculin - die Alten. Actualul Alte, Rudi Kalbfleisch, este un simulacru. De la moartea originalului "Nicole", rolul ei a fost interpretat de patru actrițe umane consecutive, dintre care cea mai recentă este Kate Rupert. Acesta este Geheimnis (secretul), a cărui posesie asigură conferirea statutului de elită Ges. Un consiliu secret de guvernare controlează USEA; producătorul simulacrului actual der-Alte exercită o anumită influență. 

## Prezentare
Rudi Kalbfleisch, pe care Nicole nu-l place, apare doar momentan în poveste; din cauza obsolescenței planificate, în curând el va suferi un atac de cord și va fi înlocuit. Contractul pentru următorul simulacru, Dieter Hogbein, a fost atribuit lui  Frauenzimmer Associates, iar contractantul anterior, Karp und Söhne Werke, este nemulțumit de această schimbare. Un sub-scenariu implică amenințarea de demascare de către Karp und Söhne Werke a ceea ce a fost un secret de stat în ultimele cinci decenii. 
A.G. Chemie, cel mai important cartel de droguri psi-farmaceutice din USEA, a cauzat interzicerea psihoterapiei în baza „MacPhearson Act”. Cu toate acestea, USEA este dispusă să-l lase pe doctorul Egon Superb să-l trateze pe Richard Kongrosian, un cunoscut pianist care interpretează la Casa Albă și care are convingerea delirantă că mirosul său corporal este letal. Kongrosian poate cânta de la distanță la pian folosind doar abilitățile sale telekinetice; Nicole Thibodeaux este nerăbdătoare să-l țină sub control, la fel ca Wilder Pembroke, șeful Poliției Naționale și membri ai consiliului național ascuns de guvernare. 
Bertold Goltz, un presupus neofascist, se pare că încearcă să răstoarne guvernul și conduce „Fiii lui Iov”, o organizație paramilitară religioasă. De fapt, el este șeful consiliului ascuns de guvernare al USEA. 
Există un sub-scenariu care-l implică pe Charles (Chic) Strikerock, Vince, fratele său și o firmă de vânzări de nave spațiale de colonizare la prețuri reduse (cunoscută sub numele de „Loony Lukes”) implicată în colonizarea marțiană. Marte se  mândrește cu „papoola”, o formă de viață insectoidă,  simțitoare și empatică, în timp ce satelitul Ganymede este locuit de forme de viață primitive multicelulare. 
Pe măsură ce povestea romanului se dezvoltă, este dezvăluit că simulacrul der Alte este un android și că Kate/Nicole este o impostoare, ceea ce duce la anularea rațiunii existenței stratificării în clasele ges / bes. Bertold Goltz este ucis de un detașament al Poliției Naționale, la fel ca restul consiliului ascuns de guvernare. Folosind telekinezia, Kongrosian îl ucide pe Pembroke înainte să o poată răsturna pe Nicole printr-o lovitură de stat și o transportă în siguranță la casa sa retrasă din nordul SUA. 
Cu toate acestea, Karp und Sohnen se răzvrătește împotriva tentativei de lovitură de stat și în curând Poliția Națională și forțele armate ale USEA sunt angajate într-un război civil, folosind activ arme nucleare de putere redusă. Neandertalii (sau chuppersr) apar pe Pământ fericiți de această întorsătură a evenimentelor, ei se adună lângă casa lui Kongrosian în speranța că autodistrugerea speciei Homo sapiens le-ar putea oferi o altă oportunitate de a domina Pământul. Romanul se încheie înainte de încheierea acțiunii. 